# Kelly McGillis
Kelly Ann McGillis (født 9. juli 1957) er en amerikansk skuespillerinde, der bl.a. har medvirket i filmene Vidnet, for hvilken hun blev nomineret til en Golden Globe, samt Top Gun.

## Karriere
McGillis fik sin uddannelse fra dramaafdelingen på Juilliard School, hvor hun medvirkede i William Congreves Love for Love. Hun dimitterede i 1983 og begyndte kort efter at blive tilbudt skuespilroller. Debutrollen var som en amish mor i filmen Vidnet sammen med Harrison Ford, for hvilken hun blev nomineret til en Golden Globe.
Hendes næste større rolle, blev som flyinstruktøren Charlie i Top Gun fra 1986 sammen med Tom Cruise and Val Kilmer. Efter Anklaget i 1988, medvirkede hun i et stort antal tv- og filmroller op gennem 1990'erne, hvorefter hun holdt en pause.
I 2004 spillede hun Mrs. Robinson i teaterudgaven af Fagre voksne verden, der blev opført over hele landet. To år senere i 2006 vendte McGillis tilbage til filmbranchen og fik året efter en rolle i 5. sæson af tv-serien The L Word.

## Filmografi
- Reuben, Reuben (1983)
- Vidnet (1985)
- Top Gun (1986)
- Made in Heaven (1987)
- Mistænkt (1988)
- Anklaget (1988)
- The Babe (1992)
- North (1994)
- Painted Angels (1997)
- At First Sight (1999)
- The Monkey's Mask (2000)
- Black Widower (2006)
- The L Word (2006)
- Supergator (2007)